# Glochidion chademenosocarpum
Glochidion chademenosocarpum är en emblikaväxtart som beskrevs av Bunzo Hayata. Glochidion chademenosocarpum ingår i släktet Glochidion och familjen emblikaväxter.
Artens utbredningsområde är Taiwan. Inga underarter finns listade i Catalogue of Life.